# Friedrich Simon Archenhold

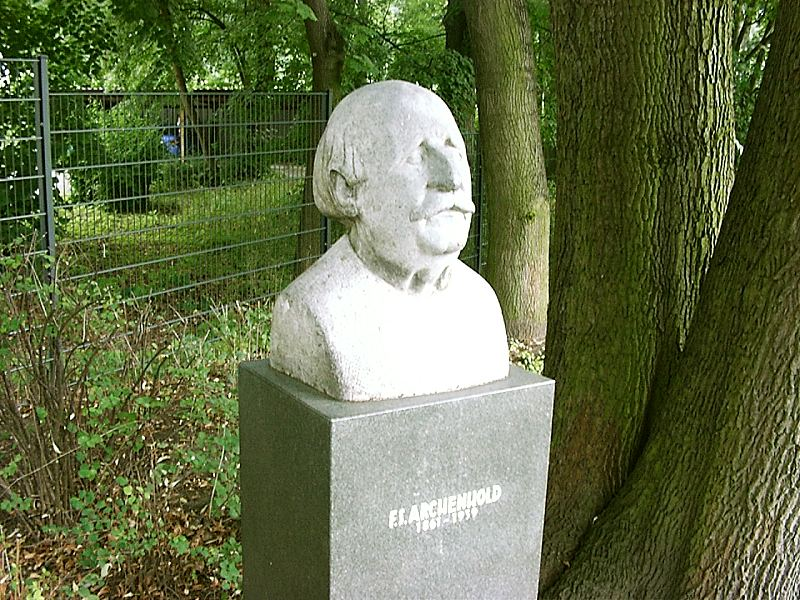
Busto de Friedrich Simon Archenhold na frente do Observatório Archenhold

Friedrich Simon Archenhold (Lichtenau, 2 de outubro de 1861 – Berlim, 14 de outubro de 1939) foi um astrônomo alemão. 

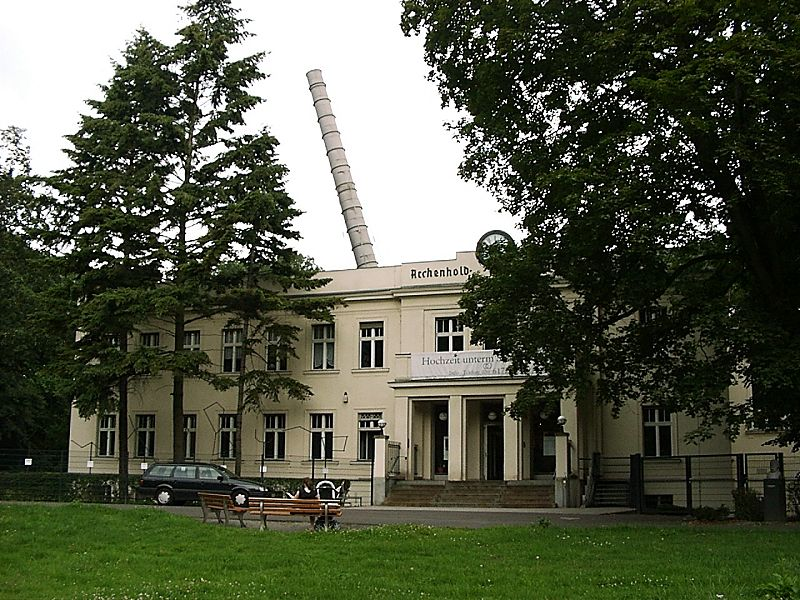
Archenhold-Sternwarte in Alt-Treptow

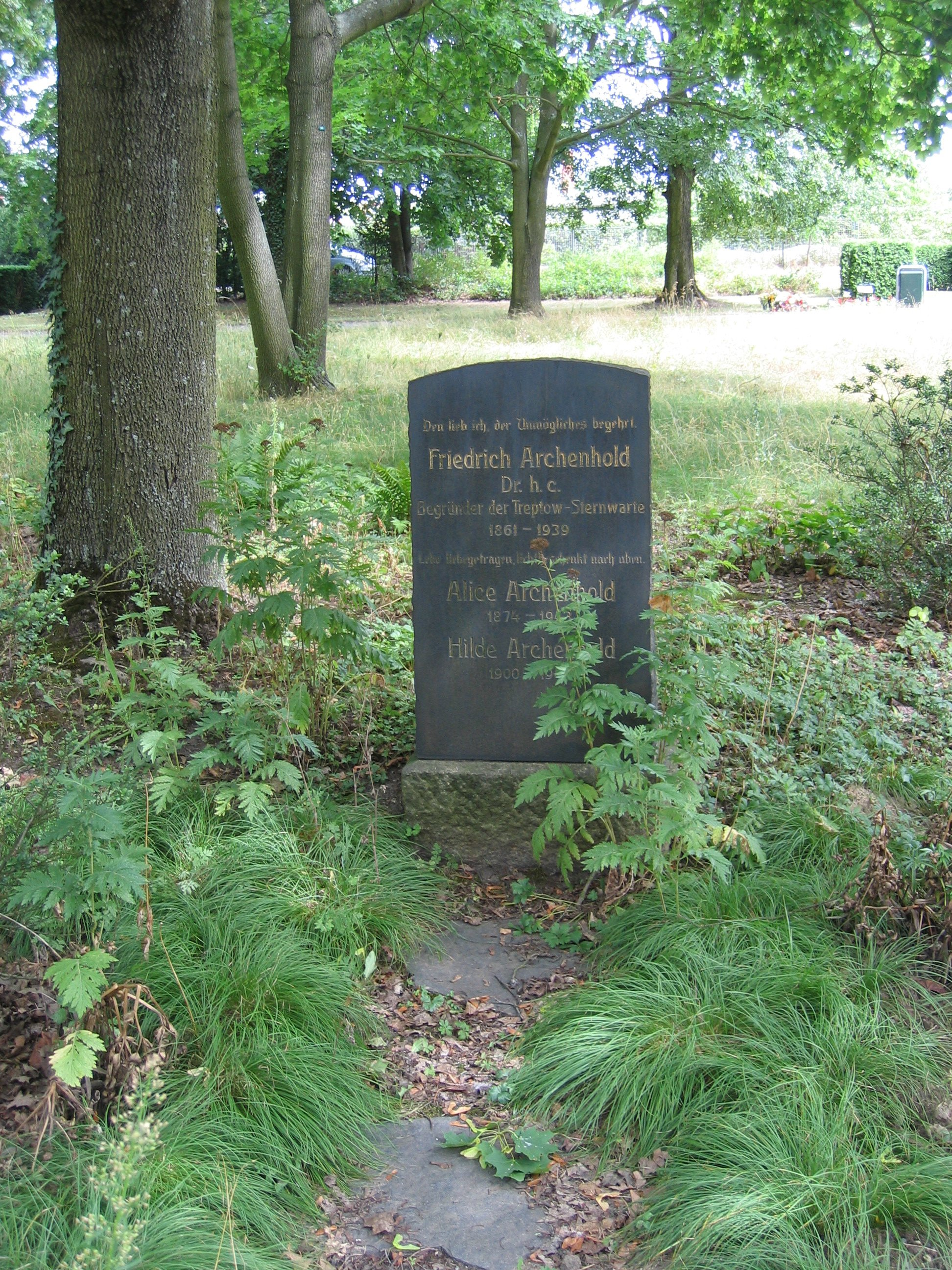
Sepultura de Archenhold no Zentralfriedhof Friedrichsfelde

Em 1999 o asteroide 4030 Archenhold foi denominado em sua memória.
Foi palestrante do Congresso Internacional de Matemáticos em Roma (1908: Ueber die Bedeutung des mathematische Unterrichtes im Freien in Verbinung mit Reformvorschlaegen fuer den Lehgang).

## Obras
- Editor e fundador do periódico Das Weltall (1900–1944)
- Raphael Loewenfeld (Ed.): Kongress für Volksunterhaltung. Die Volksunterhaltung; Vorträge und Berichte von F. S. Archenhold, Albert Dresdner [et al.] Stenographischer Bericht über den Ersten Kongress … am 13. & 14. Nov. 1897 zu Berlin. Berlin: F. Duemmler, 1898 (Standort: Leo Baeck Institut New York)
- Friedrich Simon Archenhold produziu juntamente com Oskar Messter em 1912 o primeiro filme de um eclipse solar.[3]